# میل گرفتن

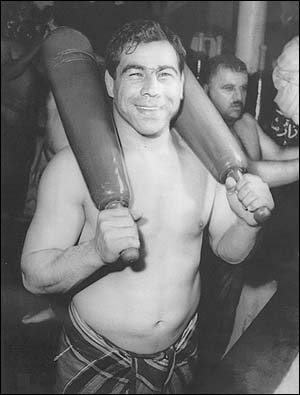
تختی در حال میل گرفتن

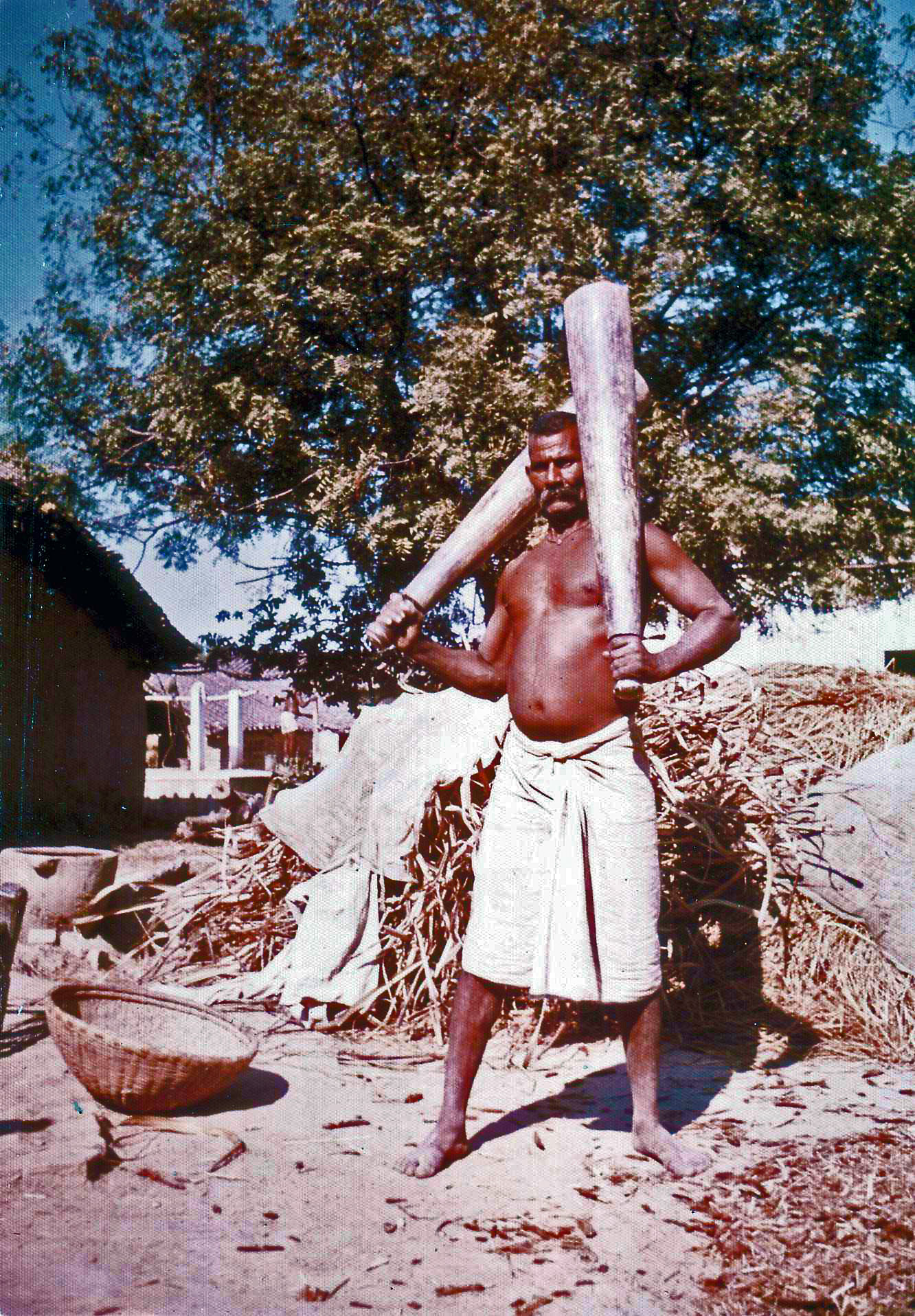
میل هندی

ورزشکاران در زورخانه هر کدام یک جفت میل از جایگاه ویژه میل‌ها که در بالای گود و نزدیک آن است برمی‌دارند و نخست میاندار به هر یک از ورزشکاران تعارف می‌کند که میانداری بپذیرند و اگر کسی نپذیرفت، همان میاندار میل‌ها بر شانه خود می‌گذارد و دیگران از او پیروی می‌کنند و با ضرب مرشد میل گرفتن را آغاز می‌کنند. 
در اردو به آن مُگدر می گویند.

## روشها
میل گرفتن سه گونه است: میل سنگین، میل چکشی یا سرنوازی و میل جفتی.

### میل سنگین
ورزشکاران با آهنگ ضرب و آواز مرشد آرام و سنگین یک بار میل دست راست را روی شانه و پشت و پهلو و سینه راست می‌چرخانند و میل دیگر را پیش سینه چپ رو به بالا نگاه می‌دارند، و بار دیگر میل دست چپ را روی شانه و پشت و پهلو و سینه چپ می‌چرخانند و میل دیگر را پیش سینه راست رو به بالا نگاه می‌دارند که به آهنگ۱۲۴ می‌باشد؛ این کار به این روش ادامه می‌یابد.

### میل چکشی یا سرنوازی
ورزشکاران با آهنگ ضرب مرشد که تند و با شتاب است میل را بروی شانه‌ها و پشت و پهلو و سینه به تندی می‌چرخانند. که به آهنگ ۱۰۴ می‌باشد.

### میل جفتی
نخست دو میل را در برابر هم روی سینه نگاه می‌دارند سپس پی در پی باهم به پس می‌برند و بازمی‌گردانند. ورزشکاران پس از میل گرفتن برای در کردن خستگی دسته میل‌ها را در دست می‌گیرند و ته آن را بر کف گود می‌گذارند و میل‌ها را تک تک پیش و پس می‌برند و می‌نشینند و بلند می‌شوند.